# Сілкін Сергій Юрійович
Сергій Юрійович Сілкін (рос. Сергей Юрьевич Силкин; 17 листопада 1957, Ялта, Кримська область, УРСР, СРСР) — російський актор та каскадер.

## Життєпис
Сергій Сілкін народився 17 листопада 1957 року в місті Ялта, Крим. З 11 років фільмувався на Ялтинській кіностудії в масових сценах. Працював актором у Народному театрі. Після армії активно почав зніматися на Ялтинській кіностудії.
З 1981 по 1983 рік працював актором театру Ленінського комсомолу в місті Прокопьевськ, Кемеровська область. У 1983—1985 роках працював на Ялтинській кіностудії. З 1985 по 1987 рік працював актором у театрі імені Островського в місті Кинешма, Івановська область Росії. У 1987 році повернувшись на Ялтинську кіностудію.
Після анексії Криму в 2014 році брав участь в пропагандистських заходах країни-окупанта. Сергій Сілкін заперечує російську агресію. Занесений у базу «Миротворець».
У 2014—2015 роках брав участь в фільмуванні пропагандистського фільму «Крим. Шлях на Батьківщину», був постановником трюків. Був постановником трюків у російському фільмі «Ной відпливає» в березень 2016 року.
Сергій Сілкін керівник ГО «Ялтинське об'єднання професійних каскадерів „Кінотрюк“».

## Фільмографія
| Рік  |   | Українська назва                       | Оригінальна назва                       | Роль                                    |
| ---- | - | -------------------------------------- | --------------------------------------- | --------------------------------------- |
| 2013 | с | Саша добрий, Саша злий                 | Саша добрый, Саша злой                  | «Слон», бандит                          |
| 2013 | с | Слід                                   | След                                    | Оглоблін                                |
| 2013 | с | Діти Водолія                           | Дети Водолея                            | водія                                   |
| 2009 | ф | Гамлет                                 | Гамлет                                  | священник                               |
| 2007 | ф | Корольов                               | Королёв                                 | комбриг                                 |
| 2007 | ф | Якщо ти мене чуєш                      | Если ты меня слышишь                    | епізодична роль                         |
| 2004 | с | Сармат                                 | Сармат                                  | агент СБУ                               |
| 2004 | с | Московська сага                        | Московская сага                         | кілер                                   |
| 2003 | с | Завтра буде завтра                     | Завтра будет завтра                     | лікар                                   |
| 2001 | ф | Я — лялька                             | Я — кукла                               | Крафт                                   |
| 1998 | с | Неймовірні пригоди Марко Поло          | The Incredible Adventures of Marco Polo | злодій                                  |
| 1997 | с | Роксолана. Настуня                     |                                         | епізодична роль                         |
| 1994 | ф | Літак летить в Росію                   | Самолёт летит в Россию                  | терорист                                |
| 1992 | с | Роман імператора                       | Роман императора                        | Пороховщиков                            |
| 1991 | ф | Номер «люкс» для генерала з дівчиною   | Номер «люкс» для генерала с девочкой    | бандит                                  |
| 1991 | ф | Щури, або Нічна мафія                  | Крысы, или Ночная мафия                 | «Качок», бандит                         |
| 1991 | ф | Кров за кров                           | Кровь за кровь                          | лікар                                   |
| 1991 | ф | Закоханий манекен                      | Влюблённый манекен                      | Борис                                   |
| 1990 | ф | Кохання літньої людини                 | Любовь немолодого человека              | Ґіві                                    |
| 1990 | ф | Летючий голландець                     | Летучий голландец                       | музикант                                |
| 1989 | ф | Бенкети Валтасара, або Ніч зі Сталіним | Пиры Валтасара, или Ночь со Сталиным    | абрек                                   |
| 1988 | ф | Злодії в законі                        | Воры в законе                           | водій Артура                            |
| 1984 | ф | Наказано взяти живим                   | Приказано взять живым                   | агент ЦРУ                               |
| 1984 | ф | Без права на провал                    | Без права на провал                     | Ганс, німецький офіцер (немає у титрах) |
| 1983 | ф | Компаньйони                            | Компаньоны                              | епізодична роль                         |